# Колле-ді-Тора
Колле-ді-Тора (італ. Colle di Tora) — муніципалітет в Італії, у регіоні Лаціо,  провінція Рієті.
Колле-ді-Тора розташоване на відстані близько 55 км на північний схід від Рима, 22 км на південь від Рієті.
Населення — 377 осіб (2014).
Покровитель — San Lorenzo .

## Демографія
Населення за роками:

Станом на 1 січня 2023 року в муніципалітеті офіційно проживали 32 іноземці з 6 країн, серед них 19 громадян країн Євросоюзу та 1 громадянин України.

## Сусідні муніципалітети
- Кастель-ді-Тора
- Поджо-Мояно
- Поццалья-Сабіна
- Рокка-Сінібальда